# شیونگ دونهان
شیونگ دونهان (熊敦瀚؛ زادهٔ ۱۱ نوامبر ۱۹۹۸) بازیکن واترپلو اهل چین است.
وی در مسابقات کشوری و بین‌المللی در مجموع برندهٔ ۱ مدال طلا شده‌است.